# Yū Hirayama
Yū Hirayama (jap. 平山 優, Hirayama Yū; * 25. Juli 1985 in der Präfektur Miyagi) ist eine japanische Badmintonspielerin. 

## Karriere
Yū Hirayama besuchte die katholische St.-Ursula-Mittel- und Oberschule in Sendai, wie ihre späteren Teamkolleginnen Ayaka Takahashi und Misaki Matsutomo (nur Oberschulstufe), und dann die renommierte Waseda-Universität. Sie spielt für das Firmenteam von Nihon Unisys.
Yū Hirayama gewann 2009 die Dameneinzelkonkurrenz bei den Swedish International Stockholm. Bei der Weltmeisterschaft 2006 schied sie dagegen schon in der ersten Runde aus, bei der Weltmeisterschaft 2009 in der zweiten Runde. Im Uber Cup 2006 wurde sie Fünfte mit dem japanischen Damenteam, vier Jahre später Dritte. Bei den Bitburger Open 2009 und den Vietnam Open 2007 unterlag sie jeweils im Finale.

## Sportliche Erfolge
| Saison | Veranstaltung                        | Disziplin   | Platz | Name        |
| ------ | ------------------------------------ | ----------- | ----- | ----------- |
| 2002   | Junioren-Badmintonasienmeisterschaft | Damenteam   | 3     | Japan       |
| 2006   | Uber Cup                             | Damenteam   | 5     | Japan       |
| 2007   | Vietnam Open                         | Dameneinzel | 2     | Yū Hirayama |
| 2009   | Bitburger Open                       | Dameneinzel | 2     | Yū Hirayama |
| 2009   | Swedish International Stockholm      | Dameneinzel | 1     | Yū Hirayama |
| 2010   | Uber Cup                             | Damenteam   | 3     | Japan       |